# Balaena Islands
Balaena Islands är en ögrupp utanför Budd Coast i Wilkes Land i Östantarktis. Australien gör anspråk på området. Den är belägen cirka 16 km nordost om Cape Folger.
Den största ön är Thompson Island och bland övriga märks Grierson Island, Collyer Island, McLean Island och Holmes Rock.
Ögruppen fotograferades från luften 1947 i samband med den amerikanska Operation Highjump och namngavs efter det brittiska fartyget Balaena som deltog i kartläggningen.